# Royat
Cet article possède un paronyme, voir Royan.
Royat (/ʁwa.ja/) est une commune française située dans le département du Puy-de-Dôme, en région Auvergne-Rhône-Alpes.
Située dans la proche banlieue ouest de Clermont-Ferrand, la ville est notamment connue pour son activité thermale.

## Géographie

### Localisation
La commune de Royat se situe légèrement au centre-ouest du département du Puy-de-Dôme, à 3,2 km au sud-ouest du chef-lieu du département, Clermont-Ferrand.
Royat appartient à la banlieue de l'unité urbaine de Clermont-Ferrand, composée de dix-sept communes et est une commune de la couronne de l'aire d'attraction de Clermont-Ferrand, composée de 209 communes, dans le zonage 2020 défini par l'Insee.
Quatre communes jouxtent Royat :
Les communes limitrophes sont Chamalières, Ceyrat, Orcines et Saint-Genès-Champanelle.
| Orcines |                         | Chamalières |
|         | Royat                   |             |
|         | Saint-Genès-Champanelle | Ceyrat      |

### Géologie et relief

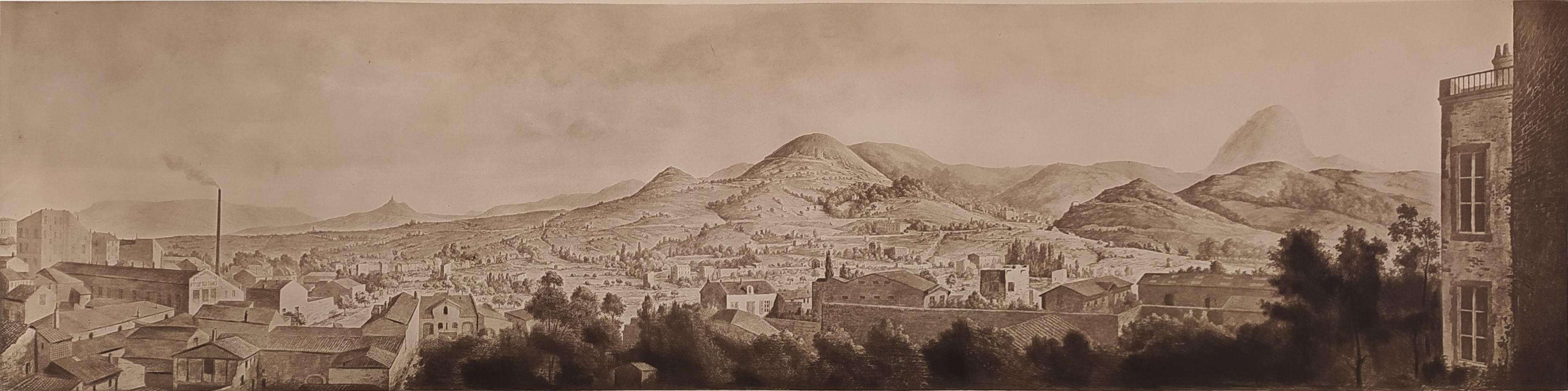
Henri Gonnard, Royat et le Puy de Dôme, 1891.

La commune s'étend sur 662 hectares ; son altitude varie entre 457  et   904 mètres.
Le puy de Gravenoire domine la commune.
Royat est située sur les hauteurs qui dominent Clermont-Ferrand, sur les contreforts du plateau granitique des Combrailles, à quelques kilomètres de la chaîne des Puys. Cette ville se situe donc sur la faille de la Limagne.

### Hydrographie
La rivière Tiretaine coule à Royat, en provenance d'Orcines et en direction de Clermont-Ferrand.

### Climat
Pour des articles plus généraux, voir Climat d'Auvergne-Rhône-Alpes et Climat du Puy-de-Dôme.
En 2010, le climat de la commune est de type climat des marges montargnardes, selon une étude du Centre national de la recherche scientifique s'appuyant sur une série de données couvrant la période 1971-2000. En 2020, Météo-France publie une typologie des climats de la France métropolitaine dans laquelle la commune est exposée à un climat de montagne ou de marges de montagne et est dans la région climatique Nord-est du Massif Central, caractérisée par une pluviométrie annuelle de 800 à 1 200 mm, bien répartie dans l’année.
Pour la période 1971-2000, la température annuelle moyenne est de 10,6 °C, avec une amplitude thermique annuelle de 16,4 °C. Le cumul annuel moyen de précipitations est de 888 mm, avec 11,5 jours de précipitations en janvier et 7,1 jours en juillet. Pour la période 1991-2020, la température moyenne annuelle observée sur la station météorologique de Météo-France la plus proche, « Clermont-Ferrand », sur la commune de Clermont-Ferrand à 3 km à vol d'oiseau, est de 12,1 °C et le cumul annuel moyen de précipitations est de 563,4 mm,. Pour l'avenir, les paramètres climatiques de la commune estimés pour 2050 selon différents scénarios d'émission de gaz à effet de serre sont consultables sur un site dédié publié par Météo-France en novembre 2022.
| Mois                                  | jan.             | fév.            | mars             | avril           | mai             | juin          | jui.            | août           | sep.            | oct.            | nov.             | déc.             | année     |
| ------------------------------------- | ---------------- | --------------- | ---------------- | --------------- | --------------- | ------------- | --------------- | -------------- | --------------- | --------------- | ---------------- | ---------------- | --------- |
| Température minimale moyenne (°C)     | 0,6              | 0,6             | 3                | 5,3             | 9,1             | 12,6          | 14,5            | 14,4           | 10,9            | 8,3             | 3,9              | 1,4              | 7,1       |
| Température moyenne (°C)              | 4,3              | 5,1             | 8,3              | 10,9            | 14,8            | 18,4          | 20,6            | 20,6           | 16,7            | 13              | 7,9              | 5                | 12,1      |
| Température maximale moyenne (°C)     | 8                | 9,5             | 13,7             | 16,6            | 20,5            | 24,2          | 26,8            | 26,8           | 22,5            | 17,8            | 12               | 8,6              | 17,3      |
| Record de froid (°C) date du record   | −23,1 05.01.1971 | −29 14.02.1929  | −21,3 11.03.1931 | −7,1 08.04.03   | −4,2 02.05.1938 | 1 02.06.1975  | 3,8 03.07.1948  | 2,4 24.08.1980 | −3 24.09.1928   | −9,2 29.10.1997 | −11,8 23.11.1993 | −25,8 18.12.1933 | −29 1929  |
| Record de chaleur (°C) date du record | 22,1 30.01.02    | 25,9 28.02.1960 | 26,6 25.03.1981  | 31,3 16.04.1949 | 33 17.05.1945   | 40,9 26.06.19 | 40,7 31.07.1983 | 40,4 24.08.23  | 36,8 16.09.1987 | 33,2 02.10.23   | 24,7 08.11.15    | 21,9 30.12.1925  | 40,9 2019 |
| Ensoleillement (h)                    | 846              | 1 096           | 1 654            | 1 791           | 1 997           | 2 252         | 2 556           | 2 432          | 1 914           | 136             | 903              | 777              | 19 579    |
| Précipitations (mm)                   | 26,6             | 18,7            | 26,1             | 51,1            | 66,5            | 67,5          | 63,3            | 62             | 57,5            | 48,8            | 46,2             | 29,1             | 563,4     |

## Urbanisme

### Typologie
Au 1er janvier 2024, Royat est catégorisée grand centre urbain, selon la nouvelle grille communale de densité à sept niveaux définie par l'Insee en 2022.
Elle appartient à l'unité urbaine de Clermont-Ferrand, une agglomération intra-départementale regroupant 17  communes, dont elle est une commune de la banlieue,,. Par ailleurs la commune fait partie de l'aire d'attraction de Clermont-Ferrand, dont elle est une commune du pôle principal,. Cette aire, qui regroupe 209 communes, est catégorisée dans les aires de 200 000 à moins de 700 000 habitants,.

### Occupation des sols
L'occupation des sols de la commune, telle qu'elle ressort de la base de données européenne d’occupation biophysique des sols Corine Land Cover (CLC), est marquée par l'importance des forêts et milieux semi-naturels (65,8 % en 2018), en augmentation par rapport à 1990 (58,1 %). La répartition détaillée en 2018 est la suivante : 
forêts (57 %), zones urbanisées (20,4 %), zones agricoles hétérogènes (8,9 %), milieux à végétation arbustive et/ou herbacée (8,8 %), prairies (4,8 %). L'évolution de l’occupation des sols de la commune et de ses infrastructures peut être observée sur les différentes représentations cartographiques du territoire : la carte de Cassini (XVIIIe siècle), la carte d'état-major (1820-1866) et les cartes ou photos aériennes de l'IGN pour la période actuelle (1950 à aujourd'hui).

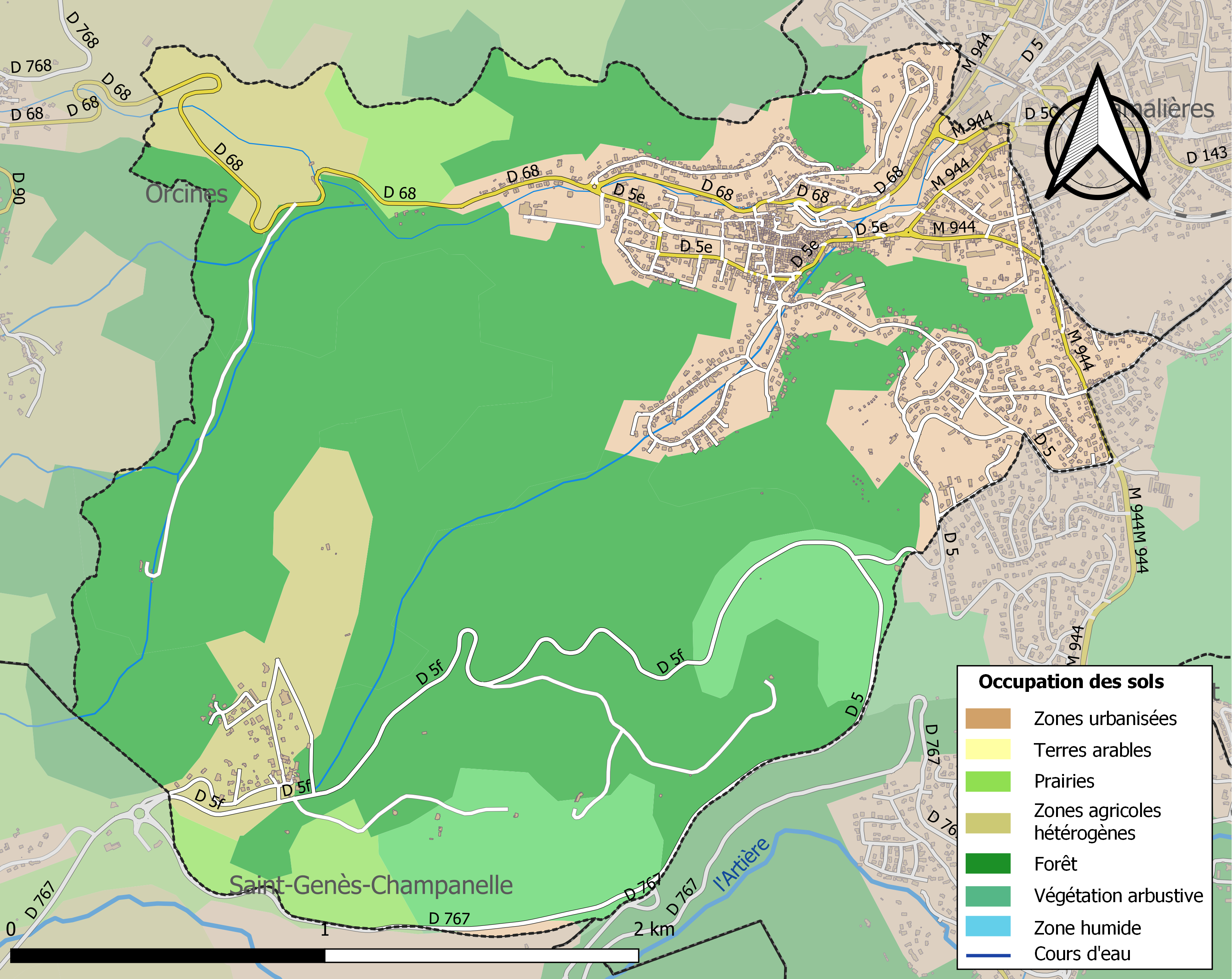
Carte des infrastructures et de l'occupation des sols de la commune en 2018 (CLC).

### Morphologie urbaine
Un plan d'occupation des sols (POS) a été établi en 1992 ; sa dernière révision date du 27 mai 2015. Une délibération du conseil municipal du 18 janvier 2011 prescrit une révision de ce POS en mettant en place le plan local d'urbanisme (PLU), approuvé le 21 décembre 2016.
Une ZPPAUP a été créée le 31 octobre 2007. Celle-ci a évolué en AVAP le 25 janvier 2012 (conformément à la loi no 2010-788 du 12 juillet 2010), créée par délibération du conseil municipal le 27 mai 2015 et en vigueur depuis le 10 juin 2015. Le périmètre s'étend sur le vieux Royat, la vallée de la Tiretaine et le quartier thermal,.

### Logement
L'offre en petits logements est très concentrée dans la ville.
En 2014, la commune comptait 3 190 logements, contre 2 939 en 2009. Parmi ces logements, 74,9 % étaient des résidences principales, 10,8 % des résidences secondaires et 14,3 % des logements vacants. Ces logements étaient pour 37,8 % d'entre eux des maisons individuelles et pour 61,8 % des appartements.
La proportion des résidences principales, propriétés de leurs occupants était de 54,9 %, en baisse par rapport à 2009 (57,6 %). La part de logements HLM loués vides était de 9,9 % (contre 8,1 %).

### Voies de communication et transports

#### Réseau routier
Située à l'écart des grands axes de communication au profit de la commune voisine de Chamalières, la commune de Royat est traversée par plusieurs routes départementales. La principale route, la RD 944 (anciennement RD 941c et RN 141c), en provenance de l'avenue de Royat montant jusqu'au carrefour giratoire de la place Allard, continue vers les boulevards Vaquez et Barrieu puis l'avenue Anatole-France et l'avenue Joseph-Agid en direction de Ceyrat.
Le centre-ville de Royat est entouré au nord par la route départementale 68 reliant Clermont-Ferrand à Ceyssat (avenue Auguste-Rouzaud, avenue de la Vallée puis boulevard de la Taillerie) et au sud par la RD 5e. Après le giratoire où les bus de la ligne 5 effectuent leur terminus à Royat Pépinière, la RD 68 continue sous le nom d'avenue du Puy-de-Dôme en direction d'Orcines, par les villages de Fontanas et de la Font de l'Arbre.
Au sud de la commune, la route départementale 5 dessert le quartier de Gravenoire et le camping de l'Oclède, à la frontière avec Ceyrat, par la route du même nom ; continuant par la face sud des puys de Gravenoire et de Charade, elle va rencontrer la RD 767 en direction de Charade et du circuit automobile sur la commune limitrophe de Saint-Genès-Champanelle. La RD 5f rejoint le village de Charade par la face nord de ces deux sommets. Il existe une départementale 5g desservant ce village.

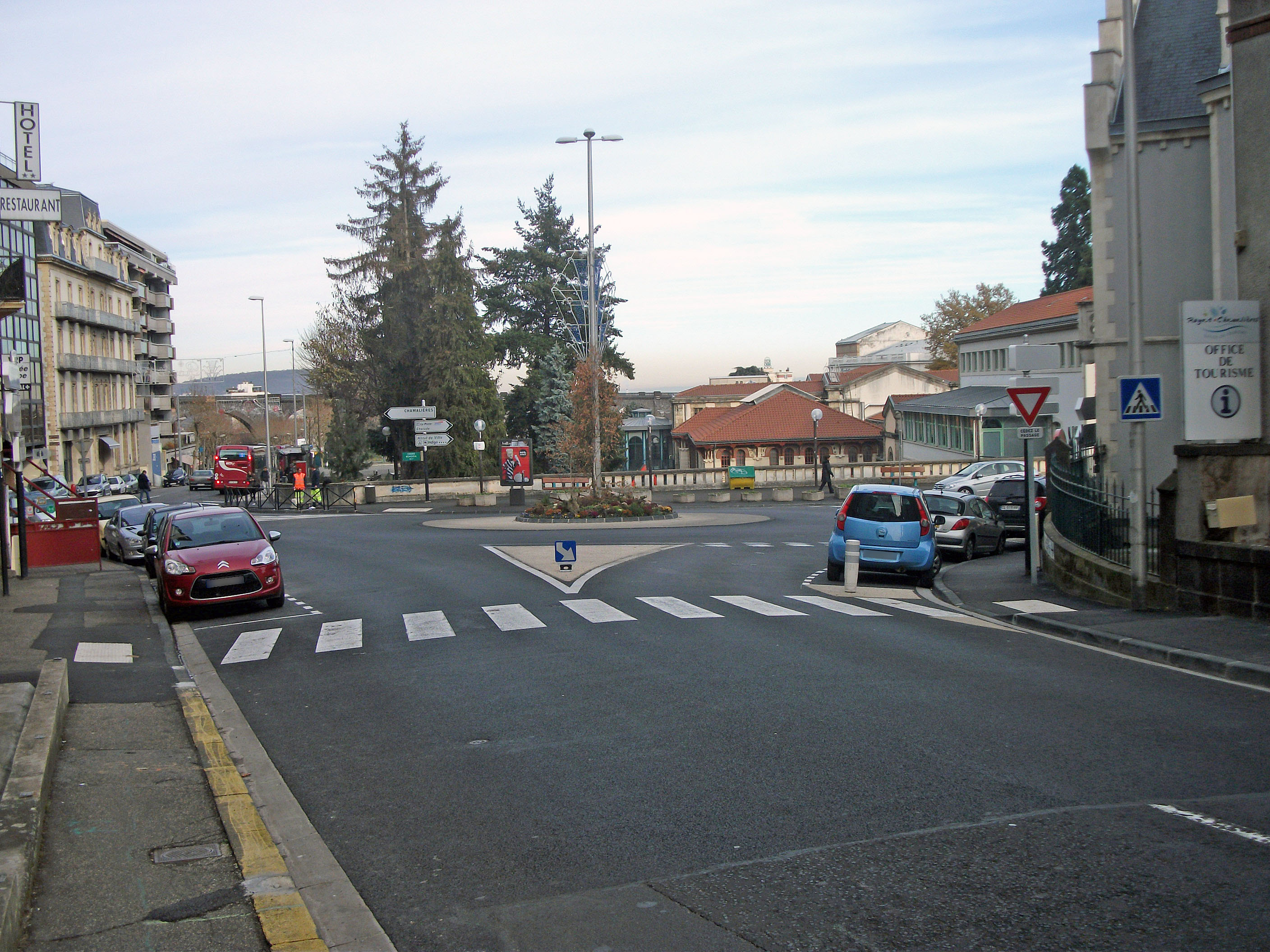
Carrefour giratoire de la place Allard, modifié en 2013.
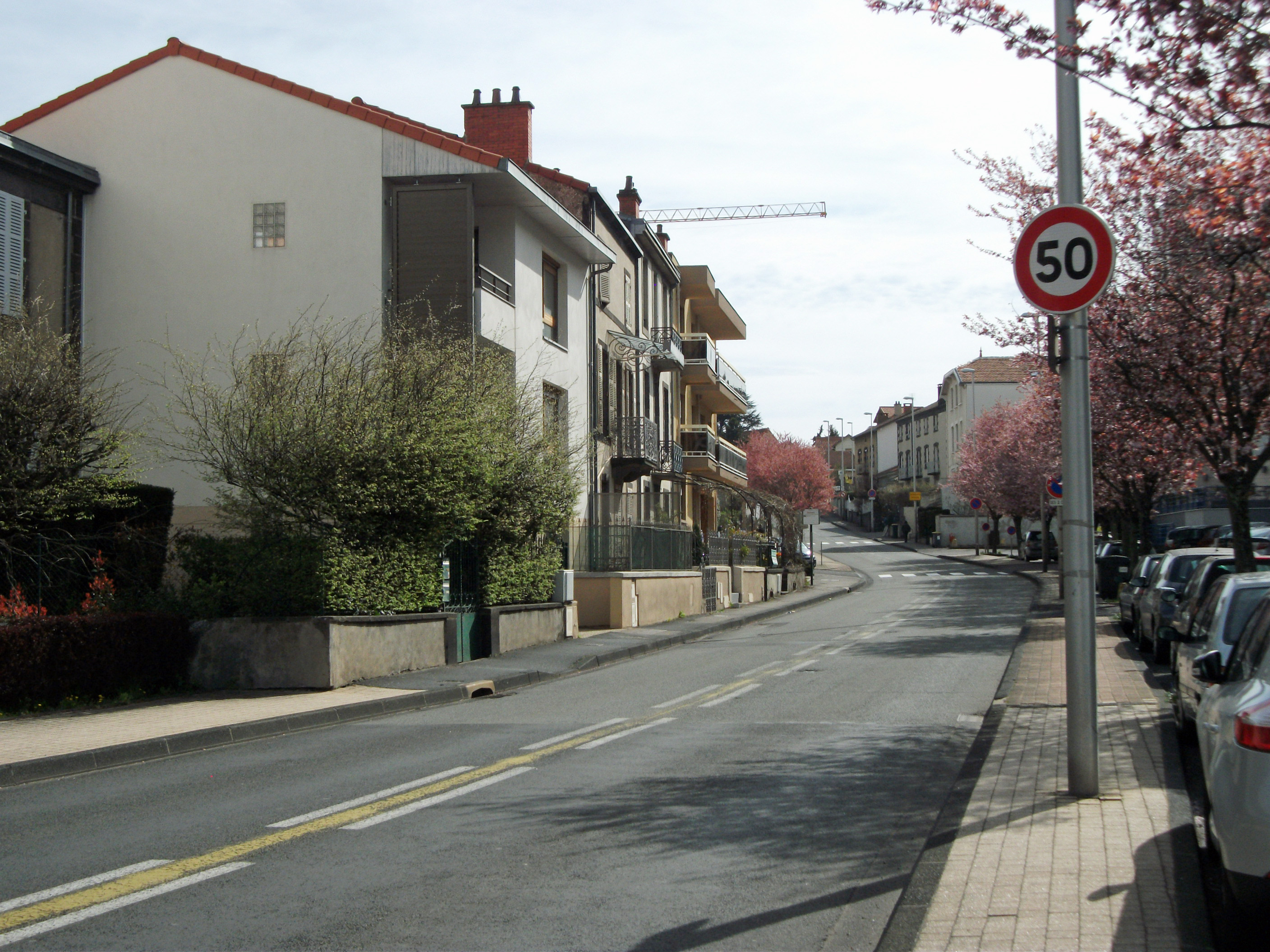
Avenue Anatole-France (D 944) en direction de Ceyrat.
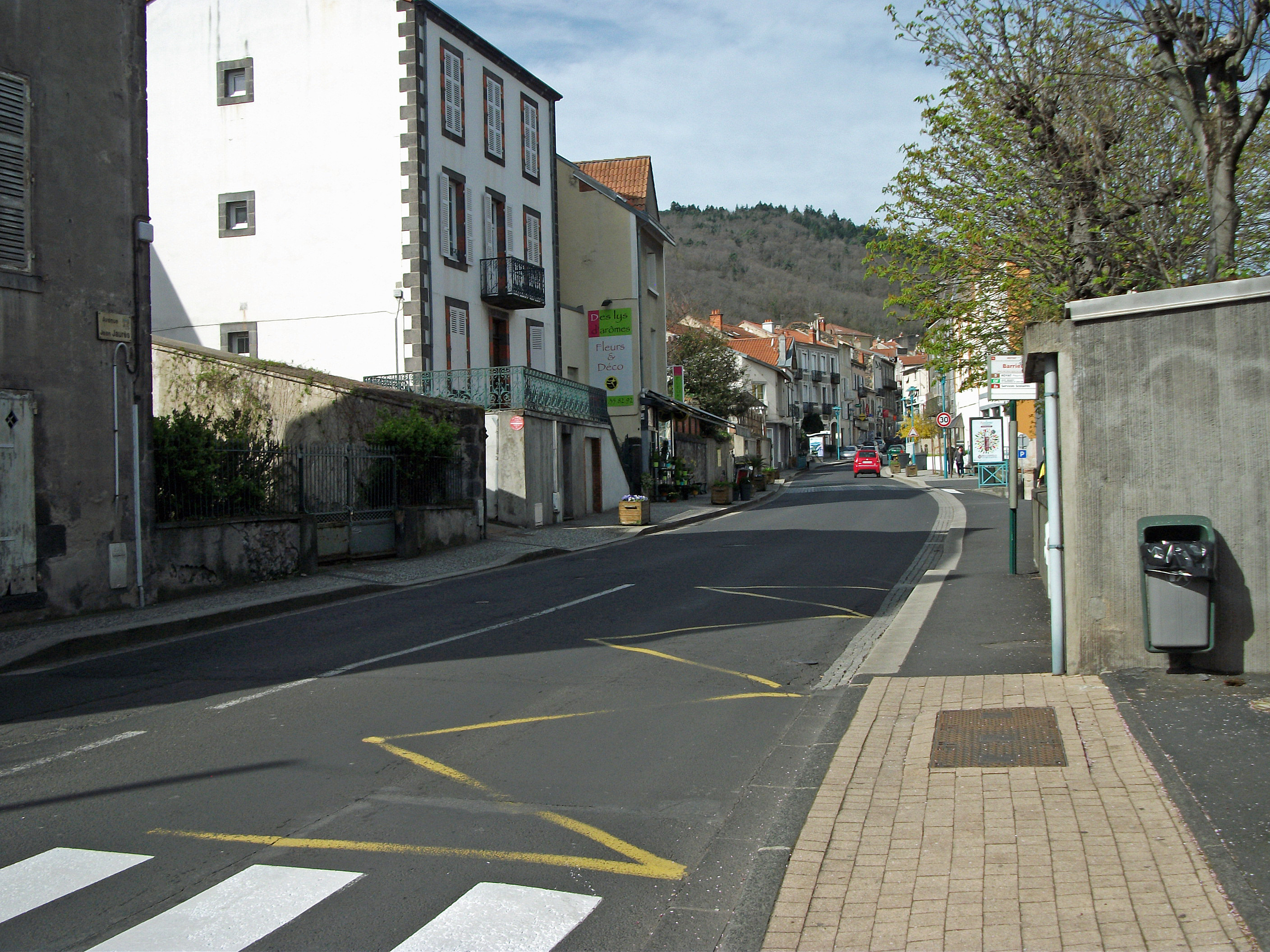
Avenue Jean-Jaurès (D 5e).
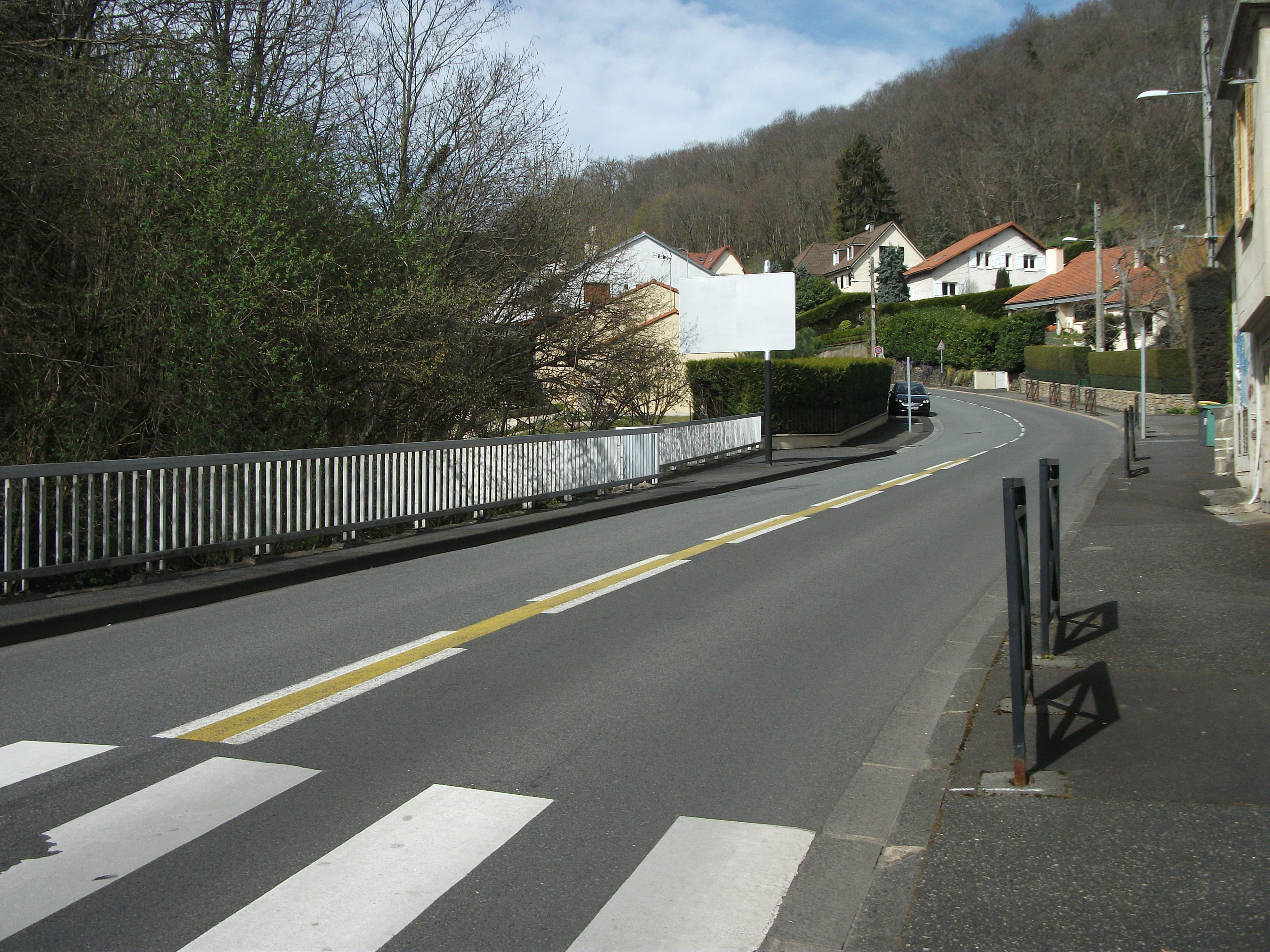
Avenue du Puy-de-Dôme (D 68) en direction d'Orcines.

En 2013, la commune a transformé le carrefour de la place Allard en un vrai carrefour giratoire pour répondre aux conditions de sécurité des automobilistes et surtout des bus de la ligne B effectuant leur demi-tour.

#### Transport ferroviaire

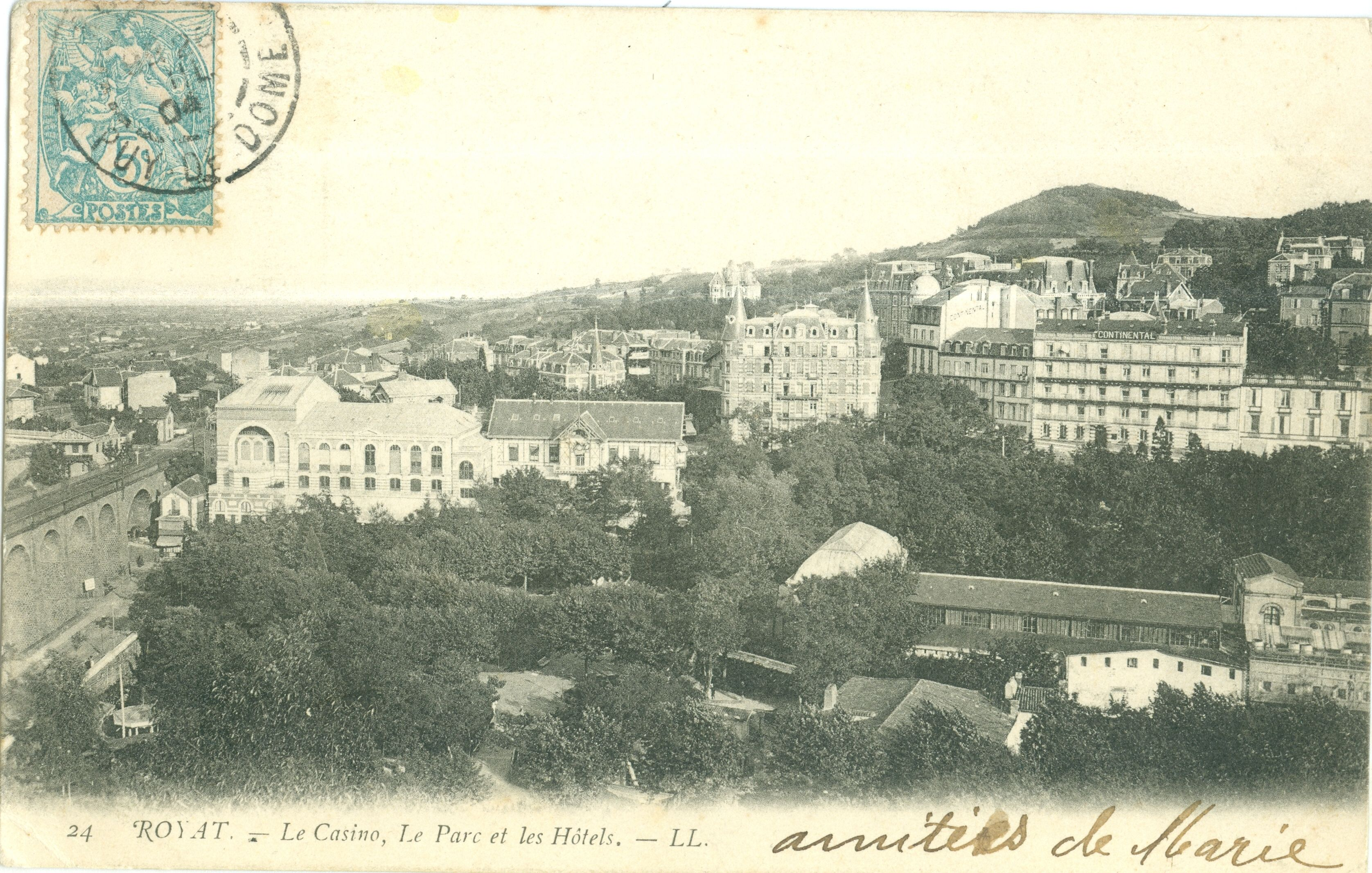
Royat, le casino, le parc et les hôtels (Puy-de-Dôme, France)

Située sur la commune de Chamalières, la gare SNCF, de la ligne d'Eygurande - Merlines à Clermont-Ferrand, est desservie par des trains TER Auvergne à destination de Clermont-Ferrand, de Durtol - Nohanent ou de Volvic.

#### Transport en commun

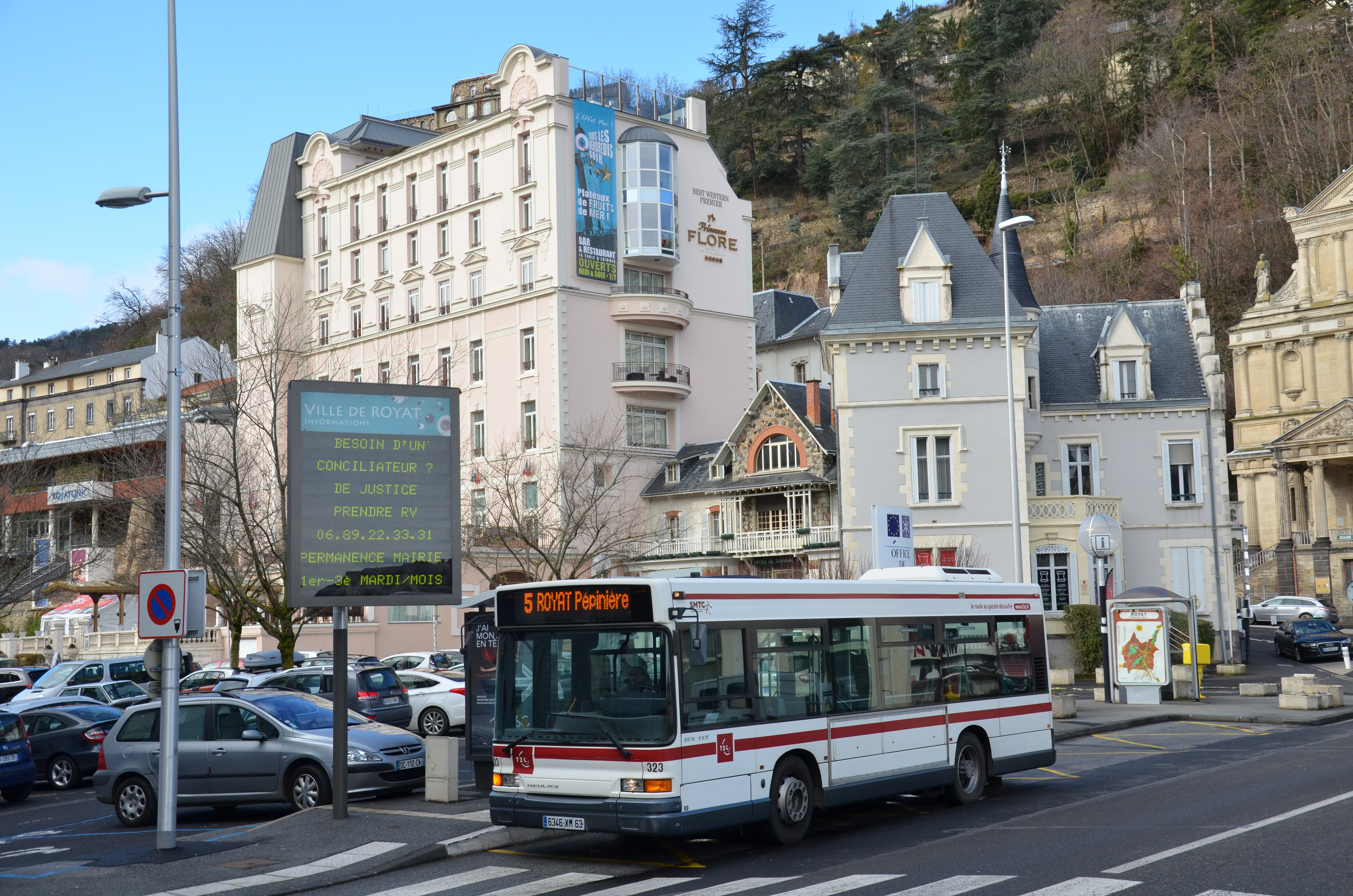
Le réseau T2C dessert la commune. Un bus de la ligne 5 dessert l'arrêt Royat Place Allard.

Le réseau T2C dessert la commune de Royat avec trois lignes de bus :
- la ligne B, de la place Allard au stade Marcel-Michelin ;
- la ligne 5, de Royat Pépinière à Gaillard via la place Allard ;
- la ligne 26, la place Allard au quartier de Fontimbert à Ceyrat.

Un service de transport scolaire est assuré, sous la responsabilité de la ville, entre Montchalamet et les écoles de la ville.
La commune propose et assure des navettes thermales, au départ de la place Allard, avec trois circuits, par Oclède, la Vallée ou par Chamalières. Les Royadères peuvent emprunter gratuitement ces navettes.

### Risques naturels et technologiques
La commune est soumise à plusieurs risques naturels.
Le risque inondation concerne la commune, par crue torrentielle ou montée rapide de cours d'eau. Une procédure de PPR sur le bassin de la Tiretaine a été approuvée par un arrêté préfectoral du 6 mars 2002. Un autre plan de prévention des risques naturels a été prescrit le 24 juillet 2014. Ces deux PPRn sont pris en compte dans un aménagement.
La commune a subi un mouvement de terrain par retrait-gonflement des sols argileux, entre le 1er mai 1989 et le 31 décembre 1991 ; la commune a été reconnue en état de catastrophe naturelle par un arrêté du 18 mai 1993 (JO du 12 juin).
Elle est aussi concernée par le risque sismique, en zone de sismicité modérée (ou niveau 3), ou le risque feu de forêt.
Royat n'est pas non plus à l'abri du risque tempête : les vents ont atteint 169 km/h à Clermont-Ferrand en 1951, 159 km/h juste avant l'an 2000.
Toutes les communes du département du Puy-de-Dôme doivent réaliser un DICRIM. Royat ne l'a pas encore élaboré.

## Toponymie
Les habitants de la commune sont appelés les Royatais, les Royadaires, ou encore les Royadères.
Royat est attesté sous les formes latinisées Rubiacum (1147) ; Rumbiacum (1284) ; Rubyacum (vers 1337) ; Rubiacensis (1510) et romanes Royac (1229) ; Raiac (1286).
Il dérive du nom de personne gallo-romain Rubius ou Rubbius et du suffixe -acum indiquant la propriété,. Homonymie avec Royas, Robiac, Roubia, Rougé, Rouffach, etc.
Royat fait partie de l'aire linguistique de l'auvergnat. Dans cette langue la ville est nommée Roiat en graphie classique, et Roïa en écriture auvergnate unifiée,.

### Changement de nom en Royat-les-Bains
Le 28 mai 1932, la commune de Royat a voté son changement de nom en « Royat-les-Bains » mais cette décision n'a pas été suivie dans les faits, le nom n'étant repris que sur quelques cartes postales. Le but de ce changement de nom était d'éviter la confusion avec Royan ou le hameau de Royat (commune d'Estandeuil).
En septembre 2018, le maire de la commune a demandé le rétablissement de ce nom à la préfecture du Puy-de-Dôme. Une délibération municipale a été votée en ce sens le 18 juin 2019. Un décret du ministère de l'Intérieur doit encore venir officialiser ce changement.

## Histoire

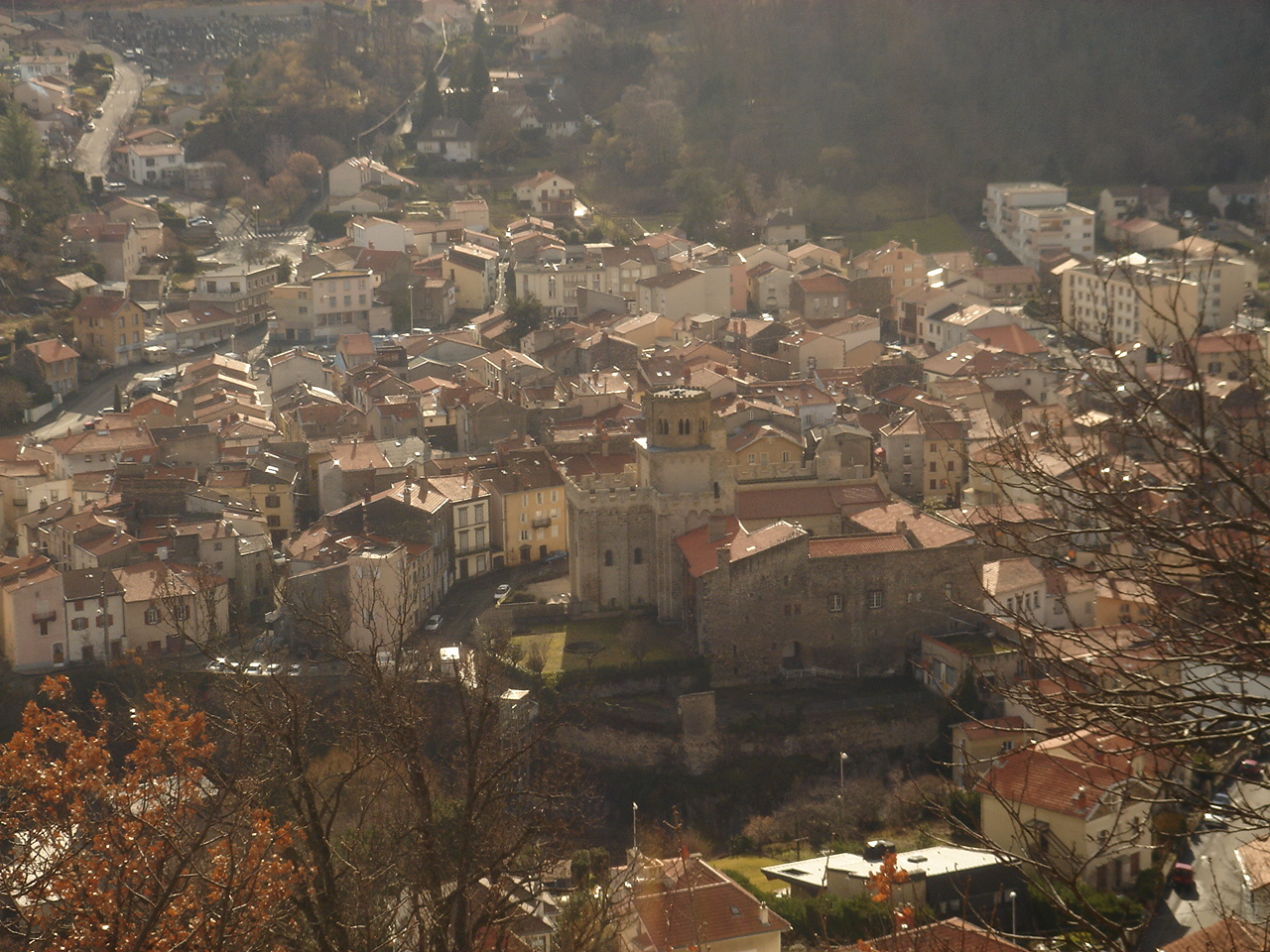
Vue sur le vieux bourg de Royat.

La commune de Royat a été créée par démembrement de la commune de Chamalières en 1829. Elle appartenait alors au canton de Clermont-Ferrand-Nord, avant de devenir, en 1982, chef-lieu d'un canton de cinq communes, jusqu'en mars 2015. À la suite du redécoupage des cantons du département, le canton de Royat disparaît et Royat est rattachée au canton de Chamalières.

### Thermalisme

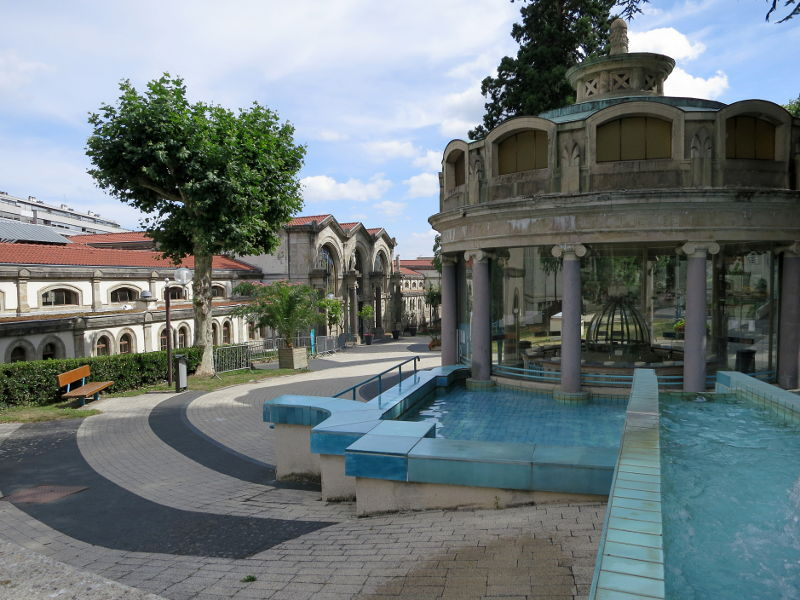
Vue de l'établissement thermal de Royat, œuvre de l'architecte Agis-Léon Ledru.

Royat est essentiellement connue pour ses eaux thermales, depuis l'installation de bains romains, qui furent utilisées notamment par Napoléon III et l'impératrice Eugénie et qui demeurent l'un des principaux attraits de la ville.
Les eaux de Royat sont « thermales, carbogazeuses, chargées de bicarbonates alcalins et ferrugineux » et contiennent une proportion importante de lithine et d'arsenic. Cinq sources furent exploitées au début du XXe siècle : Eugénie, César, Saint-Mart, Saint-Victor et Velleda, cette dernière étant non gazeuse. Elles fournissent 1 815,9 m3 d'eau dont la température varie de 14,5  à   35,5 °C.
On y soigne les affections cardiaques. La technique de la carboxythérapie a été mise au point à Royat dans les années 1930.

### LeXIXesiècle

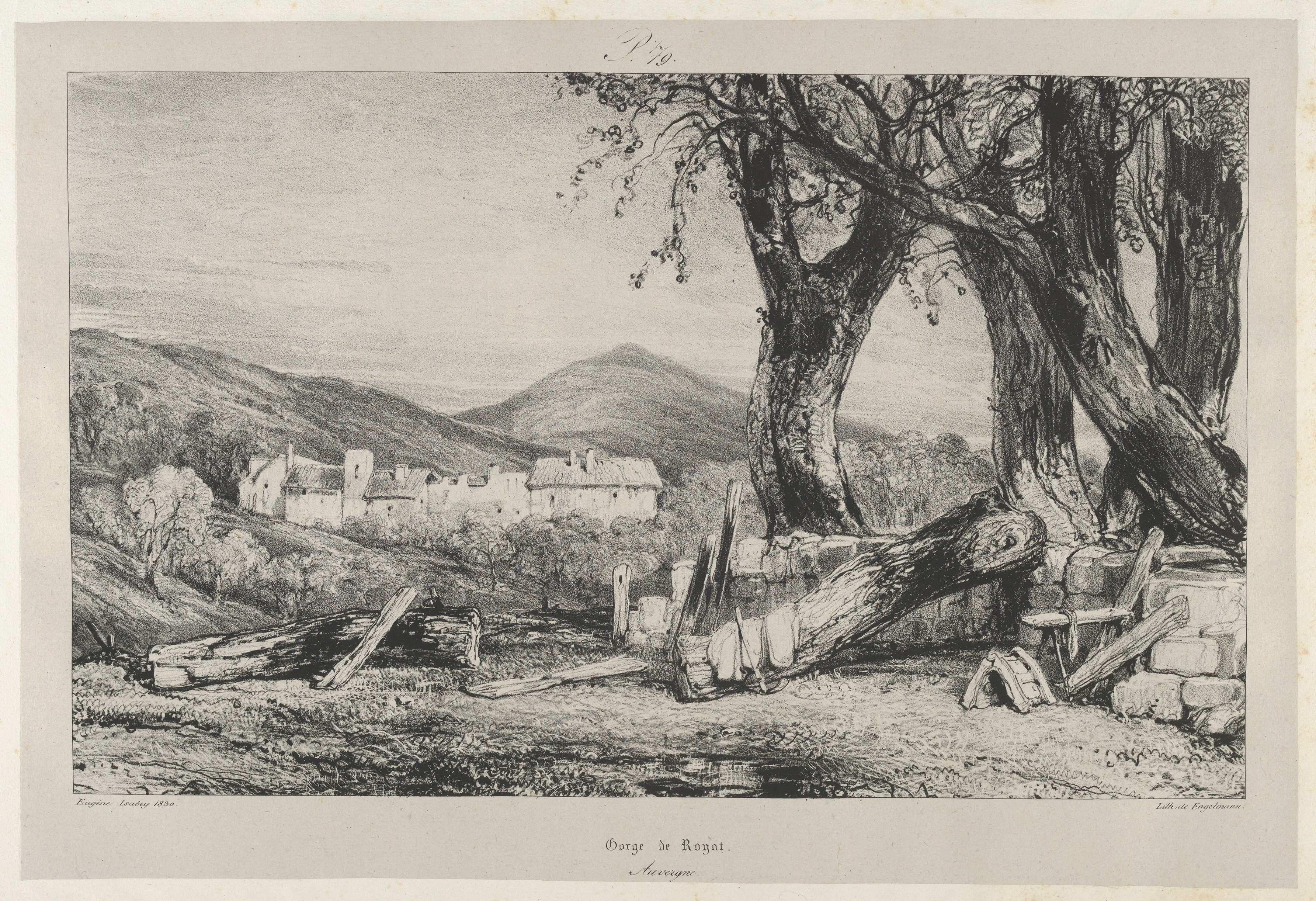
Eugène Isabey
Gorges de Royat (1831),
Metropolitan Museum of Art.

Découvertes entre 1822 et 1876, elles avaient déjà été aménagées par les Romains et pour certaines, richement décorées. Elles sont abandonnées à l'époque médiévale, bien que quelques sources continuent d'être utilisées par les moines du monastère St-Mart et les pauvres.
Le peintre paysagiste Paul Huet en voyage en Auvergne, réalise vers 1835, le tableau Clermont-Ferrand vu depuis Royat conservé au Musée d'Art Roger-Quilliot de Clermont-Ferrand. Le peintre était probablement installé sur le site nommé chemin du Paradis.
Une modeste buvette est aménagée en 1830 mais c'est à partir des années 1840-1850 que la station thermale voit le jour. Le bâtiment principal est dû à Agis-Léon Ledru. L'empereur et sa femme visitent la station en 1862, attirant des investisseurs dans leur sillage. Le Grand Hôtel est construit en 1865 et la salle de concert Papon en 1868. Suivent le parc thermal et le casino de Royat en 1874. La ville est aussi dotée d'un bureau de poste. En 1876, François Brocard rachète la source César, la fait restaurer et participe au développement de la station (réaménagements, embouteillage des eaux, articles médicinaux).

### LeXXesiècle

#### Années folles
L'annonce de l'arrivée du chemin de fer précipite la construction de nouveaux hôtels pour accueillir les touristes et les malades, et la présentation d'un plan urbain en 1885, dont la structure est restée la même jusqu'à nos jours. Le quartier thermal est relié au centre-ville, un viaduc ferroviaire est construit et de nombreux bâtiments sortent de terre (casino Samie en 1884, chapelle anglicane en 1886 après la venue du prince de Galles, tramway électrique en 1887, théâtre en 1892, casino en Planches en 1892, chapelle des Baigneurs en 1894, nouvelle poste de style néo-classique en 1897, café-restaurant le Kursaal en 1899, maison d'après-cure en 1908, etc.). Malgré le succès mondain de la station, la compagnie qui la gère est déclarée en faillite en 1911. Elle est reprise l'année suivante par le chocolatier Auguste Rouzaud et l'industriel Raymond Bergougnan. Après le retrait du second, Rouzaud gère seul la station jusqu'en 1934, la relançant en faisant faire plusieurs aménagements d'agrandissement et d'embellissement, avant et après la Première Guerre mondiale. Un nouveau casino est construit en 1924 et des plans d'expansion urbain et d'embellissement sont adoptés en plusieurs temps (1924 et 1931-1934). George Rouzaud succède à son père à cette dernière date ; il embellit la source Velleda et assainit le pavillon Saint-Mart. En 1937, le domaine thermal de Royat passe sous régie municipale.

#### Occupation et Seconde Guerre mondiale
Situé à 60 km de Vichy, Royat accueillit durant l'Occupation, du 16 août 1940 à juin 1942, le siège du Conseil d’État à l'hôtel thermal.

#### Depuis la guerre
Comme beaucoup de stations thermales, Royat a du mal à se relever du conflit, délaissée par la clientèle huppée, même si les colonies de vacances s'y pressent. De mondain, le thermalisme devient social. Beaucoup d'anciens palaces sont transformés en appartements. Maire entre 1954 et 1977, Jean Revenel sauve certains immeubles menacés par la spéculation et aménage les rives de la Tiretaine. Les thermes sont modernisés, le parcours des curistes est revu en 1980, la galerie Laussedat est reconstruite et, de 1971 à 1992, de nouveaux forages sont effectués. Par ailleurs, de nouvelles prestations sont proposées (soins de remise en forme, traitement de la cellulite, centre thermoludique avec hammam, sauna, et massages).
En 1956, Royat est le théâtre d'un fait divers très largement médiatisé. Le 12 mars, la femme de l'ingénieur Alfred Lindecker est retrouvée abattue de deux coups de revolver à son domicile. Le juge d'instruction Buthaud inculpe le mari d'homicide volontaire et le fait incarcérer à la maison d'arrêt de Riom. Après huit mois de bras de fer entre  Lindecker qui est certain que sa femme s'est suicidée et le magistrat, Buthaud pourtant convaincu de la culpabilité de Lindecker, est contraint de rendre un non-lieu,. Lindecker reprend son travail dans l'usine Michelin et reste muet jusqu'en 1962, date à laquelle il publie un livre, Le Mystère de Royat.

## Politique et administration

### Tendances politiques et résultats

#### Élections nationales
Aux élections présidentielles, la droite recueille la majorité des suffrages exprimés en 2002 (87,87 % des voix pour Jacques Chirac, contre 12,13 % pour Jean-Marie Le Pen), 2007 (55,51 % des voix pour Nicolas Sarkozy contre 44,49 % pour Ségolène Royal) — les voix majoritaires suivent la tendance nationale — et 2012 où Sarkozy bénéficie de 14 voix de plus que François Hollande, ce dernier étant alors élu président de la République. Moins d'un électeur sur six s'est abstenu (les taux de participation sont respectivement de 85,17 %, 86,53 % et 84,43 %).
Lors des trois dernières élections législatives, le député sortant Louis Giscard d'Estaing est élu au second tour en 2002 (55,08 % des voix) et en 2007 (56,22 %), mais il est battu en 2012 par Danielle Auroi malgré les 55,15 % des voix. Les taux de participation sont respectivement de 63,55 %, 62,69 % et 62,88 %. Malgré le redécoupage des circonscriptions législatives de 2010, Royat et son canton désormais disparu restent dans la 3e circonscription du département.
Aux élections européennes, les taux de participation sont inférieurs à 50 % en 2004, 2009 et 2014. En 2004, les deux meilleurs scores sont détenus par Brice Hortefeux (29,23 %) et Catherine Guy-Quint (26,26 %) ; en 2009 : Jean-Pierre Audy (38,03 %) et Jean-Paul Besset (18,26 %) ; en 2014, la liste UMP (28,61 %) suivie de la liste UDI-UC (15,60 %).

#### Élections locales
Aux élections régionales de 2004, le président sortant Valéry Giscard d'Estaing obtient 56,24 % des suffrages exprimés mais est battu au niveau régional par Pierre-Joël Bonté. Le taux de participation s'élève à 71,23 %. En 2010, René Souchon obtient 50,89 % des voix, avec un taux de participation plus faible (54,92 %).
Aux élections départementales de 2015, le binôme composé de Marie-Anne Basset et de Jean Ponsonnaille, élu dans le canton de Chamalières, a recueilli 60,48 % des suffrages exprimés. Le taux de participation est toutefois faible, avec seulement 42,38 %, soit 1 463 votants pour 3 452 inscrits.
Aux élections municipales de 2008, trois candidats s'opposaient face à la non-réélection du maire sortant Jean-Pierre Bara : Marcel Aledo (liste de la majorité « Union communale pour Roya »), Françoise Christofeul (liste Union de la gauche « Royat ensemble ») et Paul Pourrat (liste divers droite « Royat nouvel horizon »). Aucun des trois candidats n'a été élu au premier tour, les deux premiers ayant obtenu 35,57 % des suffrages exprimés. Au second tour du 16 mars 2008, Marcel Aledo remporte l'élection avec 39,39 % des voix et 19 sièges au conseil municipal, cinq pour Françoise Christofeul et trois pour Paul Pourrat. 69,45 % des électeurs ont voté, soit 2 262 votants sur 3 257 inscrits (au premier tour, le taux de participation s'élevait à un record de 97,95 %, soit 3 200 votants sur 3 267 inscrits).
Marcel Aledo s'est représenté en 2014. Le maire sortant a été réélu au premier tour avec 69,48 % des suffrages exprimés. Il obtient 23 sièges au conseil municipal dont deux au conseil communautaire. Christian Bernette, battu avec 30,51 % des voix, acquiert les quatre sièges restants au conseil municipal. 61,72 % des électeurs ont voté, soit 2 140 votants sur 3 467 inscrits. Il est à nouveau réélu en 2020.

### Administration municipale

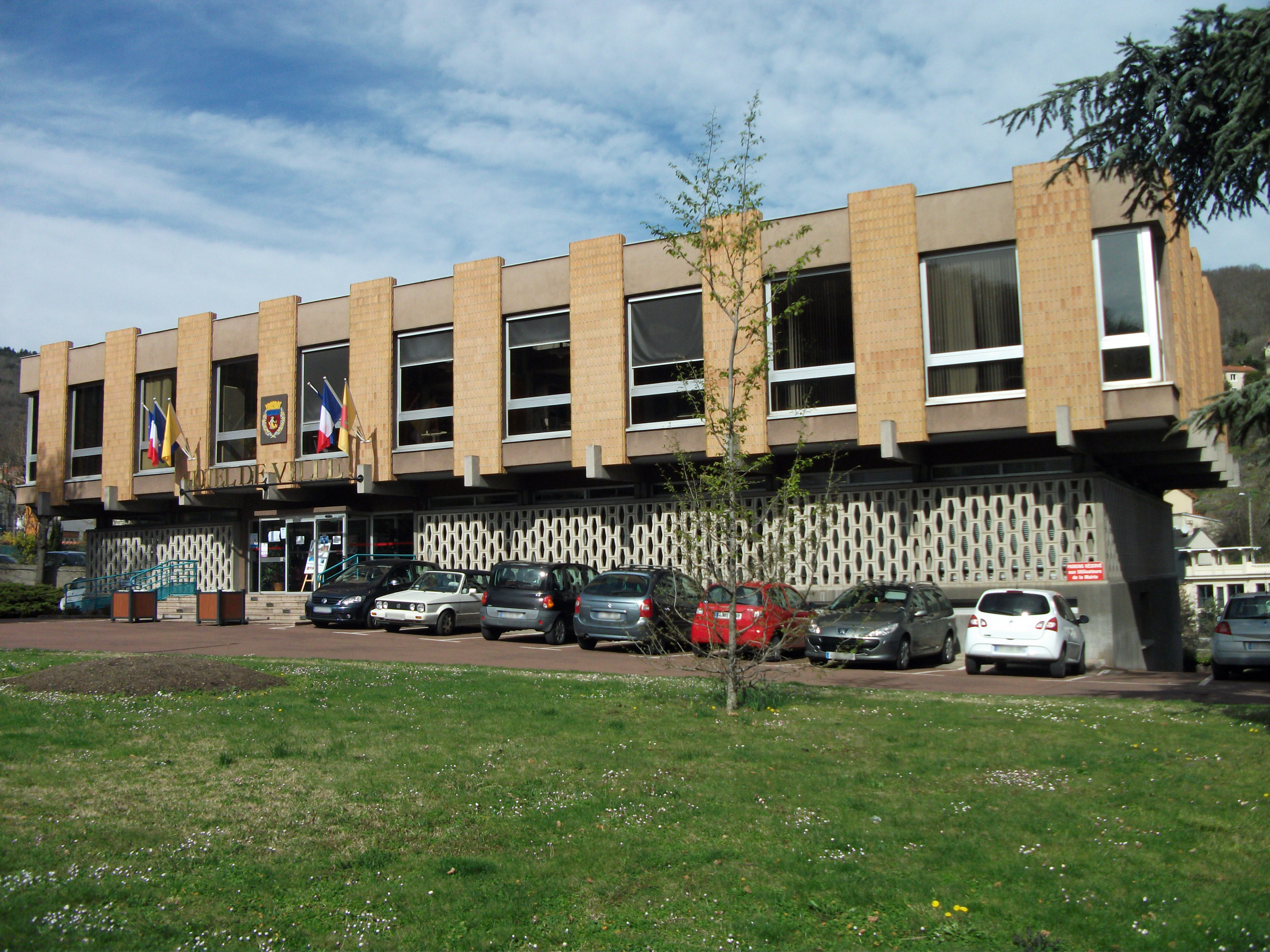
Hôtel de ville.

Au 30 août 2020, le conseil municipal est composé de 27 membres, dont six adjoints.

### Liste des maires
| Période                                  | Période                    | Identité                       | Étiquette | Qualité |
| ---------------------------------------- | -------------------------- | ------------------------------ | --------- | --- |
| Les données manquantes sont à compléter. |                            |                                |           | |
| 14 juillet 1829                          | 15 septembre 1830          | Jean Bourgoignon-Faye          |           | |
| 15 septembre 1830                        | 12 janvier 1832            | Léger Bourgoignon              |           | |
| 12 janvier 1832                          | 31 janvier 1836            | François Bouchet-Rigoullet     |           | |
| 31 janvier 1836                          | 10 juin 1841               | Jean Bourgoignon-Faye          |           | |
|                                          |                            |                                |           | |
| 19 janvier 1843                          | 17 décembre 1846           | François Thibaud-Landriot      |           | inhumé aux cimetières des Carmes - Allée 12 Concession 112                                                        |
| 17 décembre 1846                         | 28 mars 1848               | Charles Paumaret               |           | |
| 28 mars 1848                             | 12 octobre 1851            | François Bourgoignon-Sandouly  |           | |
| 12 octobre 1851                          | 24 décembre 1851           | François Grand-Chaput          |           | |
| 24 décembre 1852                         |                            | Pierre Gabriel Auguste Peghoux |           | |
| 24 juin 1855                             | 7 août 1858 (décès)        | Pierre Gabriel Auguste Peghoux |           | Docteur en médecine inhumé aux cimetières des Carmes - Allée 2 Concession 180                                     |
| 12 octobre 1858                          | 22 janvier 1859            | Léger Bourgoignon-Manlhiot     |           | |
| 31 mars 1859                             | 8 octobre 1876             | François Maury                 |           | |
| 8 octobre 1876                           | 4 septembre 1880           | André Louis Hippolyte Renoux   |           | inhumé aux cimetières des Carmes - Allée 13 Concession 31                                                         |
| 4 septembre 1880                         | 1902                       | Jean Cohendy-Bouchet           |           | |
|                                          |                            |                                |           | |
| 1904                                     | 1908                       | Michel Beaudonnat              |           | |
| 1908                                     | 1925                       | Hippolyte Mallet               |           | |
|                                          |                            |                                |           | |
|                                          |                            | Eugene Bertrand (1872-1945)    |           | |
| Les données manquantes sont à compléter. |                            |                                |           | |
| 29 octobre 1954                          | 26 mars 1977               | Jean Revenel                   |           | Architecte |
| 1978                                     | juin 1995                  | Jean-Claude Pons               | UDF       | Médecin |
| juin 1995                                | mars 2008                  | Jean-Pierre Bara               |           | |
| mars 2008                                | En cours (au 30 août 2020) | Marcel Aledo,                  | UMP-LR    | Administrateur de sociétés 8e vice-président de Clermont Auvergne Métropole chargé des déchets ménagers (en 2017) |

### Instances judiciaires
Royat dépend de la cour d'appel de Riom et des tribunaux pour enfants, judiciaire et de commerce de Clermont-Ferrand.

### Politique environnementale
À Royat, la gestion communautaire des déchets s'effectue en délégation, pour les collectes en porte-à-porte, pour les encombrants à domicile, les points d'apport volontaire et la maintenance des bacs.

### Finances locales
En 2014, le budget primitif s'élevait à 8 309 539 € en fonctionnement et à 4 398 080 € en investissement. En 2013, la ville a eu recours à l'emprunt, tout en « diminuant [les] charges de remboursement du capital d'emprunts ».

### Jumelages
Au 30 septembre 2015, Royat est jumelée avec Abertillery, ville du pays de Galles, depuis le 1er mars 2010. Ce jumelage a été initié en 2008 ; l'Atlas français de la coopération décentralisée et des autres actions extérieures ne reconnaît pas cette coopération.

## Équipements et services publics

### Enseignement
Royat dépend de l'académie de Clermont-Ferrand.
Elle gère une école maternelle et une école élémentaire publiques. Les écoles comptaient 281 élèves pour l'année scolaire 2014-2015.
Les élèves poursuivent leur scolarité au collège de Chamalières, puis au lycée polyvalent de Chamalières, pour les filières générales. Les élèves de la filière STI2D sont scolarisés à Clermont-Ferrand, aux lycées Lafayette ou Roger-Claustres, tandis que ceux de la filière STMG fréquentent le lycée Sidoine-Apollinaire.

### Santé
Un établissement d'hébergement pour personnes âgées dépendantes est implanté place Allard.

### Équipements culturels
La ville possède deux salles d'exposition de peintures ou de sculptures.
Le Musée de Royat reconstitue l'histoire de la ville, en particulier depuis le XIXe siècle.

## Population et société

### Démographie

#### Évolution démographique
L'évolution du nombre d'habitants est connue à travers les recensements de la population effectués dans la commune depuis 1831. Pour les communes de moins de 10 000 habitants, une enquête de recensement portant sur toute la population est réalisée tous les cinq ans, les populations de référence des années intermédiaires étant quant à elles estimées par interpolation ou extrapolation. Pour la commune, le premier recensement exhaustif entrant dans le cadre du nouveau dispositif a été réalisé en 2004.

En 2022, la commune comptait 4 420 habitants, en évolution de −7,88 % par rapport à 2016 (Puy-de-Dôme : +2,1 %, France hors Mayotte : +2,11 %).
| 1831  | 1836  | 1841  | 1846  | 1851  | 1856  | 1861  | 1866  | 1872  |
| ----- | ----- | ----- | ----- | ----- | ----- | ----- | ----- | ----- |
| 1 086 | 1 067 | 1 005 | 1 122 | 1 142 | 1 145 | 1 147 | 1 224 | 1 208 |

| 1876  | 1881  | 1886  | 1891  | 1896  | 1901  | 1906  | 1911  | 1921  |
| ----- | ----- | ----- | ----- | ----- | ----- | ----- | ----- | ----- |
| 1 220 | 1 415 | 1 560 | 1 511 | 1 528 | 1 580 | 1 534 | 1 679 | 2 170 |

| 1926  | 1931  | 1936  | 1946  | 1954  | 1962  | 1968  | 1975  | 1982  |
| ----- | ----- | ----- | ----- | ----- | ----- | ----- | ----- | ----- |
| 2 350 | 2 524 | 2 566 | 3 515 | 3 667 | 4 186 | 4 416 | 4 467 | 4 072 |

| 1990  | 1999  | 2004  | 2006  | 2009  | 2014  | 2019  | 2022  | - |
| ----- | ----- | ----- | ----- | ----- | ----- | ----- | ----- | - |
| 3 950 | 4 658 | 4 797 | 4 709 | 4 431 | 4 787 | 4 359 | 4 420 | - |

#### Pyramide des âges
En 2018, le taux de personnes d'un âge inférieur à 30 ans s'élève à 28,1 %, soit en dessous de la moyenne départementale (34,2 %). À l'inverse, le taux de personnes d'âge supérieur à 60 ans est de 33,2 % la même année, alors qu'il est de 27,9 % au niveau départemental.
En 2018, la commune comptait 2 140 hommes pour 2 365 femmes, soit un taux de 52,50 % de femmes, légèrement supérieur au taux départemental (51,59 %).
Les pyramides des âges de la commune et du département s'établissent comme suit.
| Hommes | Classe d’âge | Femmes |
| ------ | ------------ | ------ |
| 1,1    | 90 ou +      | 3,6    |
| 8,2    | 75-89 ans    | 11,4   |
| 21,2   | 60-74 ans    | 20,7   |
| 23,1   | 45-59 ans    | 21,3   |
| 17,4   | 30-44 ans    | 15,8   |
| 15,3   | 15-29 ans    | 13,5   |
| 13,7   | 0-14 ans     | 13,7   |

| Hommes | Classe d’âge | Femmes |
| ------ | ------------ | ------ |
| 0,7    | 90 ou +      | 2,1    |
| 7,4    | 75-89 ans    | 10,2   |
| 17,7   | 60-74 ans    | 18,6   |
| 20,2   | 45-59 ans    | 19,2   |
| 18,4   | 30-44 ans    | 17,4   |
| 18,6   | 15-29 ans    | 17,2   |
| 17     | 0-14 ans     | 15,3   |

### Manifestations culturelles et festivités
Depuis 2013, le théâtre du casino de Royat accueille le Salon du livre, le plus important salon littéraire de la région avec cinq mille visiteurs en 2014. La troisième édition s'est déroulée les 3 et 4 octobre 2015, avec la participation de Gonzague Saint Bris, parrain de la manifestation, Amélie Nothomb, Patrick Poivre d'Arvor et Allain Bougrain-Dubourg.
En outre, Royat organise deux festivals : Pyromélodie, festival pyrotechnique, ainsi que Volcadiva, festival international des artistes lyriques se déroulant au casino.

### Sports et loisirs
La ville de Royat possède plusieurs associations et équipements sportifs.
On peut y pratiquer des arts martiaux, du basket-ball, du football, du golf (Charade), de la pétanque ou du tennis ; il existe même une association de ski.
Concernant les équipements, le complexe sportif du Breuil possède une salle de tennis, de basket et de dojo. Il existe également un stade Johanny-Bernard et un boulodrome Alfred-Tholet.

### Médias
France 3 Auvergne (siège dans la commune voisine de Chamalières), France Bleu Pays d'Auvergne
La ville édite le bulletin municipal Royat magazine.

## Économie

### Revenus de la population et fiscalité
En 2011, le revenu fiscal médian par ménage s'élevait à 28 733 €, ce qui plaçait Royat au 18 193e rang des communes de plus de 49 ménages en métropole.

### Emploi
Royat dépend de la zone d'emploi de Clermont-Ferrand, représentant une grande majorité des communes du Puy-de-Dôme (303 sur 470), d'après le zonage 2010 défini par l'Insee.
En 2014, la population âgée de quinze à soixante-quatre ans s'élevait à 3 078 personnes, parmi lesquelles on comptait 72,7 % d'actifs dont 63,9 % ayant un emploi et 8,8 % de chômeurs. Cette population active était composée en majorité de professions intermédiaires (607 personnes) alors que les employés 549 et les ouvriers 327. De plus, Royat comptait 563 cadres ou professions intellectuelles supérieures, 154 artisans, commerçants ou chefs d'entreprise et neuf agriculteurs exploitants.
On comptait 960 emplois dans la zone d'emploi. Le nombre d'actifs ayant un emploi résidant dans la zone étant de 2 000, l'indicateur de concentration d'emploi s'élève à 48 %, ce qui signifie que la commune offre moins d'un emploi par habitant actif.
La répartition des emplois selon la catégorie socio-professionnelle, puis selon le secteur d'activité, est la suivante :
| Échelle        | Agriculteurs exploitants | Artisans, commerçants, chefs d'entreprise | Cadres et professions intellectuelles supérieures | Professions intermédiaires | Employés | Ouvriers |
| -------------- | ------------------------ | ----------------------------------------- | ------------------------------------------------- | -------------------------- | -------- | -------- |
| Commune        | 0,4 %                    | 7,6 %                                     | 13,6 %                                            | 20,2 %                     | 45,7 %   | 12,4 %   |
| Département    | 2,3 %                    | 6,6 %                                     | 15,5 %                                            | 24,7 %                     | 28,2 %   | 22,7 %   |
| France entière | 1,7 %                    | 6,6 %                                     | 17,4 %                                            | 25,8 %                     | 28,1 %   | 20,5 %   |

| Échelle        | Agriculture | Industrie | Construction | Commerce, transports, services divers | Administration publique, enseignement, santé, action sociale |
| -------------- | ----------- | --------- | ------------ | ------------------------------------- | ------------------------------------------------------------ |
| Commune        | 0,4 %       | 4,7 %     | 3,1 %        | 55,1 %                                | 36,7 %                                                       |
| Département    | 3,2 %       | 16,1 %    | 6,7 %        | 41,4 %                                | 32,6 %                                                       |
| France entière | 2,7 %       | 12,5 %    | 6,7 %        | 46,2 %                                | 31,9 %                                                       |

1 625 des 2 000 personnes âgées de quinze ans ou plus (soit 81,3 %) sont des salariés. 15,3 % des actifs travaillent dans la commune de résidence.

### Entreprises
Au 1er janvier 2015, Royat comptait 288 entreprises : 18 dans l'industrie, 25 dans la construction, 65 dans le commerce, le transport, l'hébergement et la restauration, 91 dans les services aux entreprises et 89 dans les services aux particuliers.
En outre, elle comptait 309 établissements.

### Agriculture
La commune comptait cinq exploitations agricoles, toutes individuelles, au recensement agricole de 1988, avec une surface agricole utile de 118 hectares. En 2010, il n'en subsiste plus qu'une, limitée à cinq hectares.

### Commerce et services
La base permanente des équipements de 2014 recense dix commerces : une supérette, une épicerie, deux boulangeries, deux boucheries-charcuteries, un magasin de vêtements, deux horlogeries ou bijouteries ainsi qu'un fleuriste.

### Tourisme
Royat possède un office de tourisme. Elle a obtenu le classement « station de tourisme » par arrêté ministériel du 15 janvier 2014.
Au 1er janvier 2017, la commune comptait cinq hôtels (dont l'hôtel Victoria), totalisant 131 chambres, dont un hôtel cinq étoiles, ainsi qu'un camping quatre étoiles, totalisant 194 emplacements.

## Culture locale et patrimoine

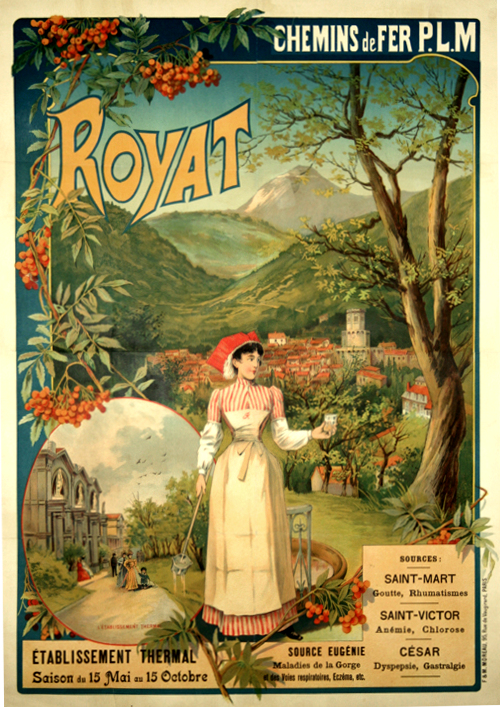
Affiche du PLM vantant les thermes de Royat vers 1900.

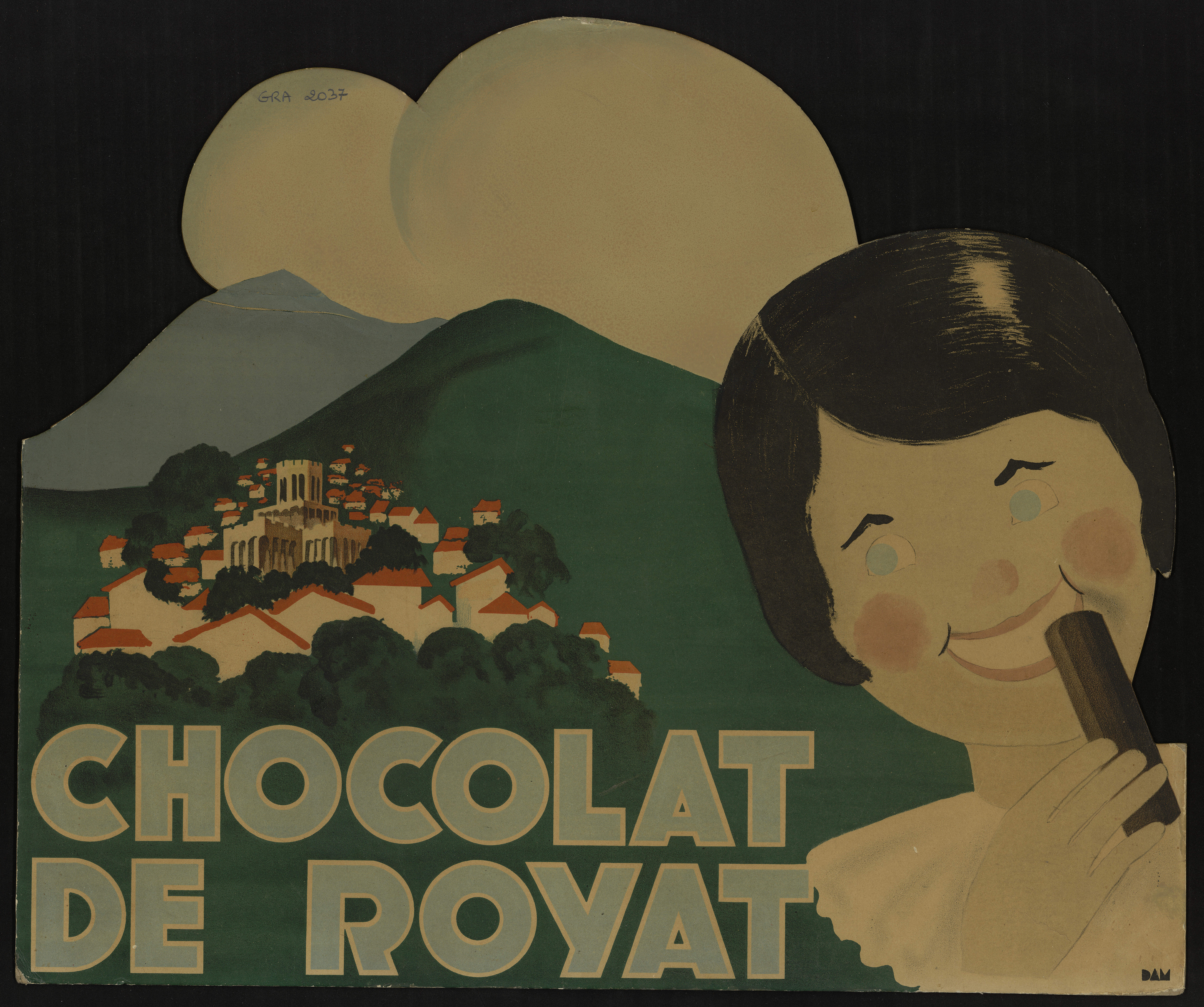
Affiche publicitaire du chocolat de Royat. Bibliothèque du patrimoine de Clermont-Ferrand.

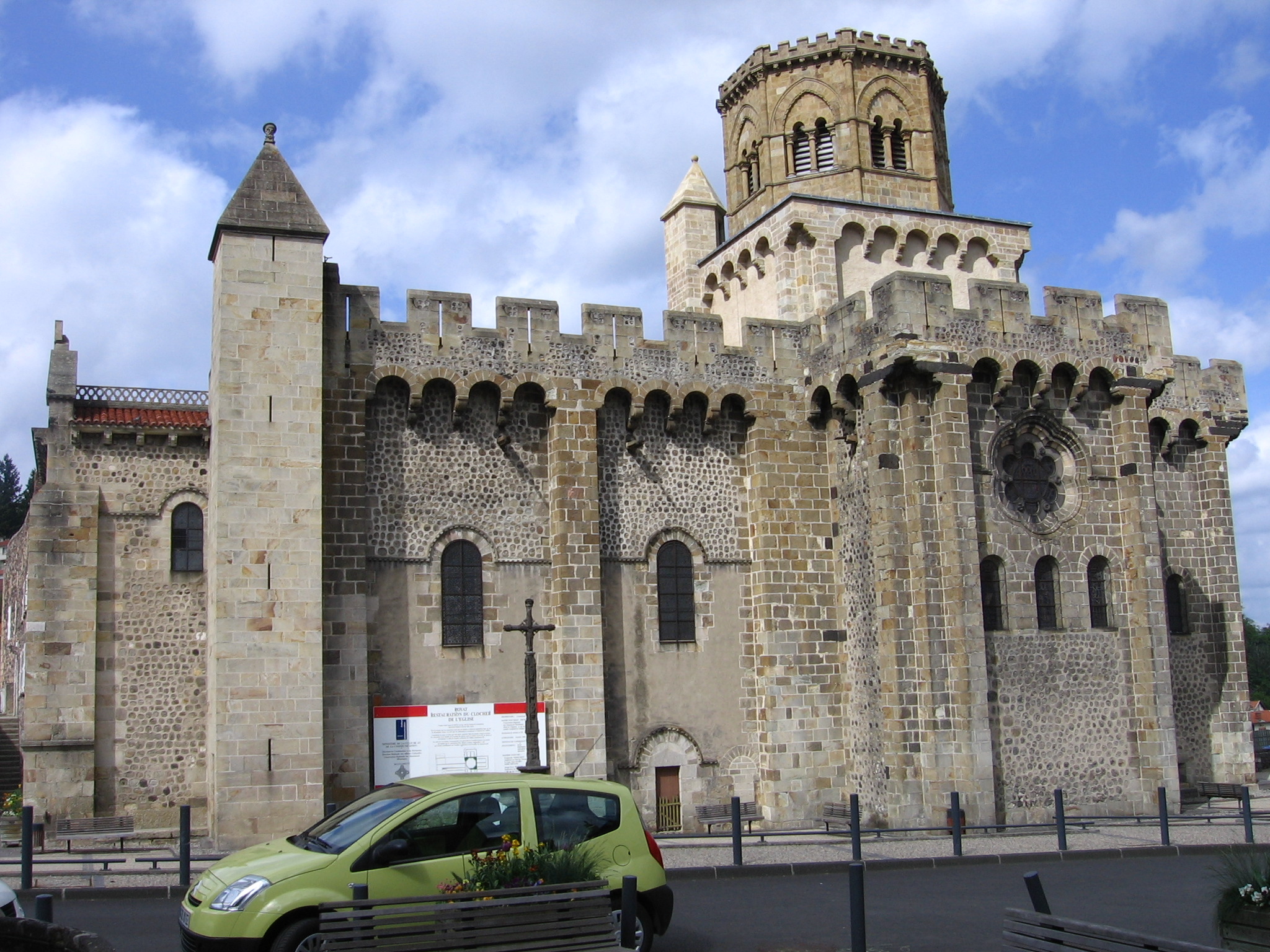
Église Saint-Léger.

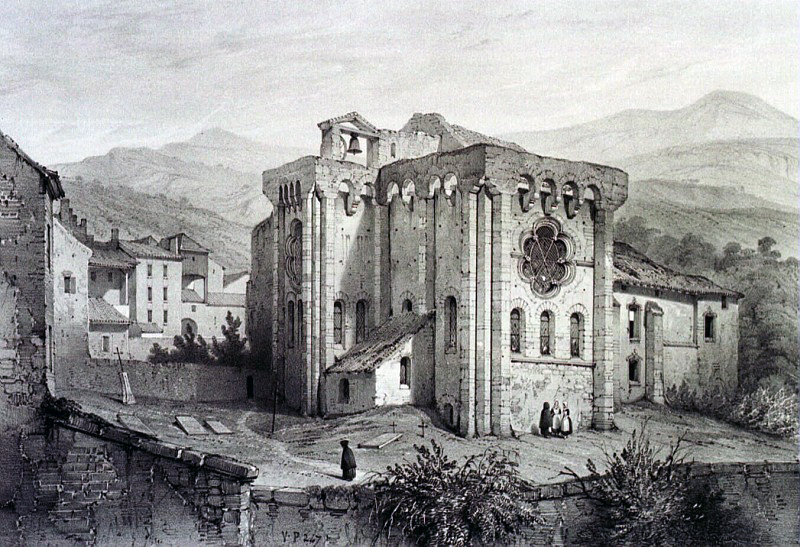
Gravure de l'église Saint-Léger à la fin du XIXe siècle.

### Lieux et monuments

#### Bâtiments religieux
- Église romane Saint-Léger : église fortifiée du XIe siècle. Elle était l'un des prieurés les plus importants de l'abbaye de Mozac. Elle est classée au titre des monuments historiques depuis 1862[62].
- Croix de Royat, datée de 1481 et située en face de l'église. Elle est classée au titre des monuments historiques en 1846[63].
- Église du Sacré-Cœur, de style néoclassique.

#### Taillerie de Royat
La Taillerie de Royat a été créée en 1899 par Joseph Demarty. Il s'agissait d'ateliers de taille de pierres fines (améthystes, fluorines, quartz divers…). L'activité de taille a cessé durant le XXe siècle ; elle a fermé définitivement en 2004 et le bâtiment a été mis en vente en 2013.

#### La Marquise de Sévigné
La Marquise de Sévigné, chocolatier français spécialisé dans la création et la vente de chocolats fins, a été fondé en 1898 à Royat par Clémentine et Auguste Rouzaud. Cette compagnie s'est largement développée en France au début du XXe siècle puis dans le monde. Elle n'a aujourd'hui plus d'activité à Royat.

#### Le centre thermoludique Royatonic
La ville de Royat a fait le choix de diversifier ses activités thermales et de construire le plus grand centre thermoludique d'Auvergne. Le centre thermoludique Royatonic a ouvert ses portes en novembre 2007. La source des Grottes Rouges a été choisie pour alimenter en eau le centre thermoludique Royatonic.
Royatonic offre aux visiteurs deux espaces dédiés à la détente et au bien-être avec d'un côté les bains intérieurs et extérieurs, jacuzzis, lits à bulles, caldarium, tepidarium, frigidarium, bain parfumé, jets de massage ainsi que deux saunas et hammams et de l'autre côté un spa proposant des modelages, soins visage et corps.

#### Eau et sources thermales
L'eau de la source des Grottes Rouges est une eau thermale. Elle émerge à une température de 28 à 30 °C et est captée par un forage situé à proximité du centre.
En outre, cinq sources étaient exploitées au début du XXe siècle :
- la source Eugénie, « la plus chaude » et « la plus minéralisée », servait pour le Grand Établissement Thermal et aussi en boisson pour les arthritiques, les diabétiques ou les personnes atteintes de bronchites chroniques du fait de sa « forte alcalinité »[6] ;
- la source César, servant à l'amélioration de l'appareil digestif et convenant aux dyspeptiques[6] ;
- la source Saint-Mart, « la plus anciennement connue », jouant sur la régulation de l'acide urique, convenant aux « rhumatisants, aux goutteux, aux graveleux »[6] ;
- la source Saint-Victor, destinée « aux jeunes filles chlorotiques [ou aux] anémiques de retour des pays chauds »[6] ;
- la source Velleda, « froide, non gazeuse, très agréable au goût, très faiblement minéralisée », avec une action efficace pour certaines personnes[6].

#### Autres curiosités

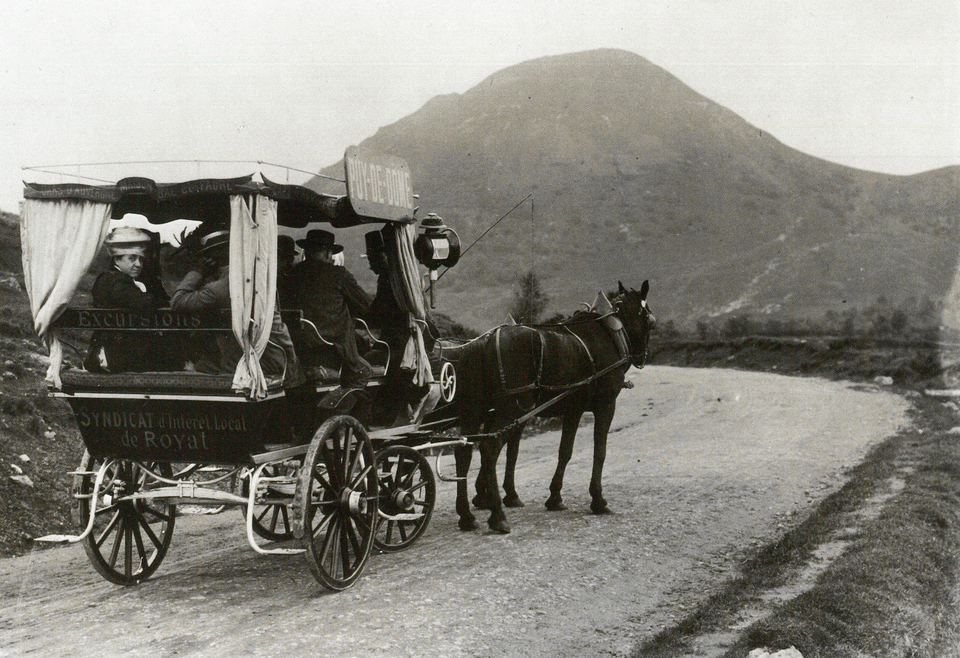
Excursions depuis Royat vers la chaîne des Puys, vers 1900.

- Les anciennes voies romaines (chemin des Crêtes).
- Puy Chateix : montagne au-dessus de Royat sur laquelle se trouvait un château que Pépin le Bref fit détruire en 761 d'après l'historien Félix Ribeyre. Sur la route de Puy Chateix, un lieu appelé les greniers de César laisserait apparaître du blé calciné, traces supposées du grenier à grains du château.
- Villa Stella, art nouveau.

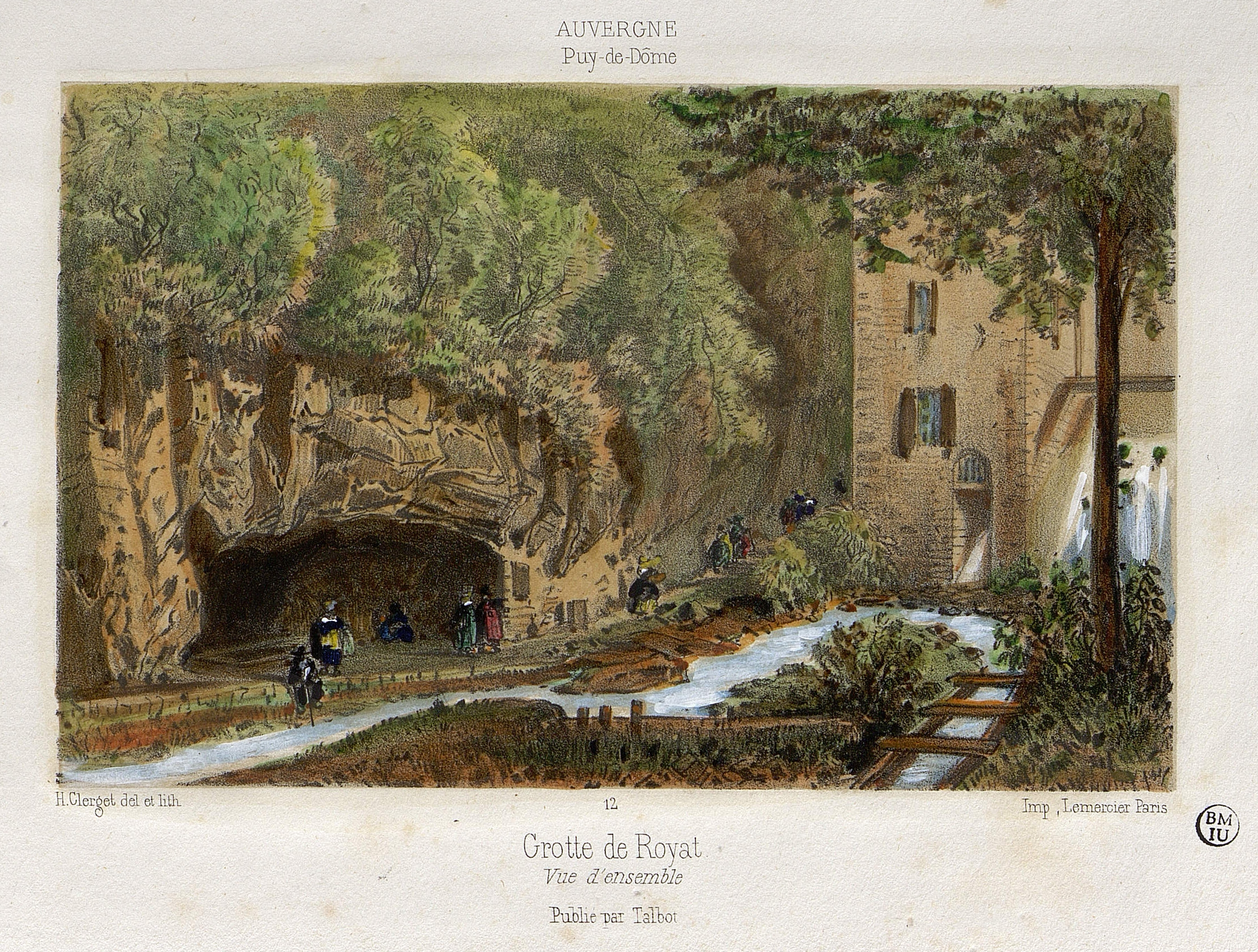
Lithographie Grotte des laveuses 1860 par Hubert Clergé. Bibliothèque du patrimoine de Clermont-Ferrand.

- Lithographie Grotte des laveuses 1860 par Hubert Clergé. Bibliothèque du patrimoine de Clermont-Ferrand.Grotte des Laveuses (ou du Lavoir) : ancien haut lieu celtique ou païen, comme on disait à l'époque, au-dessus duquel l'église a été construite.
- Une étude de Royat aurait servi de modèle au peintre Jean-Baptiste Camille Corot pour le paysage de son tableau « Homère et les bergers » (1845, Musée de Saint-Lô)[66].
- Le dessin « Église de Royat et le torrent » (milieu du XIXe siècle) de Paul Huet est conservé au musée du Louvre[67].
- L'établissement thermal (situé en partie sur la commune de Chamalières), construit par l'architecte Agis-Léon Ledru entre 1852 et 1856[68], est inscrit au titre des monuments historiques depuis 1990[69].
- La gare de Royat - Chamalières (inscrite au titre des monuments historiques depuis 1994) et le « Casino Royat Partouche » sont situés sur la commune de Chamalières.
- Arboretum de Royat : nombreuses espèces d'arbres sur 41 hectares, plantées initialement pour étudier leur comportement en vue de diversifier les reboisements[70],[71].
- Restaurant « Belle Meunière » ancien « Hôtel des Marronniers », L'annexe « La Villa des Marronniers », « La Villa Marie Quinton »... ayant appartenu à Marie Quinton (1854-1933) « L'Auvergnate la plus connue au monde », « La Belle Meunière de La Belle Époque, La Mère Quinton des années Folles ». « La Bonne Meunière du Général Boulanger » passa le reste de sa vie l'été à Royat-les-Bains et l'hiver à Nice sur la Côte d'Azur suivant sa riche clientèle d'hivernants.

### Patrimoine naturel
Bien qu'étant une ville citadine, tournée vers Clermont-Ferrand tout proche, Royat possède un vaste territoire où la forêt règne en maître. Royat, « ville fleurie », possède deux fleurs à son palmarès.
Le parc Bargoin, situé sur la commune limitrophe de Chamalières et géré par le conseil départemental du Puy-de-Dôme, possède le plus gros érable de France, d'une circonférence de 7,50 mètres, et âgé de 250 ans.
La célèbre grotte du Chien, qui figurait autrefois parmi les attractions touristiques de Royat, est également située à Chamalières. Elle est fermée depuis 2004.

#### Le jardin botanique d'essai de Charade
Depuis avril 2007, la commune de Royat abrite les premiers travaux d'une association pour la création d'un jardin botanique d'essai sur le hameau de Charade.
L'association Jardin en Herbes, qui a pour objectif de créer un futur et grand jardin botanique à vocation écologique dédié à la flore de l'Auvergne, réalise et gère actuellement l'aménagement du jardin botanique d'essais de Royat. Grâce à cela elle compte expliquer les très nombreux avantages d'une telle réalisation aux portes de la capitale auvergnate.
Ce jardin botanique est de type associatif, et que l'équipe de Jardin en Herbes s'active à vouloir présenter les plantes sauvages dans leurs milieux naturels.

### Personnalités liées à la commune
- Urbain II (1042-1099), Pape, a fait ses études au prieuré de Royat.
- Gabriel Simeoni (1509-1575), polymathe, a été chargé d'alimenter Clermont en eau potable à partir de Royat.
- Antoine Delarbre (1714-1807), botaniste, a été curé de Royat.
- Émile Egger, helléniste français (1813-1885) est décédé à Royat.
- Jean-Baptiste Bargoin (1813-1885), pharmacien, donne au département son domaine de Bellevue pour en faire un parc public (le parc Bargoin).
- Antoine Roux (1821-1887), peintre, est surnommé "le peintre de Royat"[73]
- Le vicomte Charles de Spoelberch de Lovenjoul (1836-1907), écrivain belge, collectionneur de volumes, revues littéraires, journaux, manuscrits et correspondances français du XIXe siècle, est mort à Royat.
- Marie Quinton (1854-1933), aubergiste autrice du livre à grand succès Le Journal de la belle meunière.
- Le général Gouraud (1867-1946) y passa sa retraite
- Robert W. Service (1874-1958), poète et écrivain de la Ruée vers l'or, séjourna en cure à Royat dans les années 1930[74].
- Guy Raynaud de Lage (1905-1993), universitaire et militant syndical français (1905-1993) est décédé à Royat.
- Henri Vidal (1919-1959), acteur, est né à Royat[réf. nécessaire]
- Jean-Paul Bourre (1946-2023), écrivain, est né à Royat.
- Patrick Nguema Ndong (1957-2021), est né à Royat
- Romain Bardet (1990-), cycliste professionnel originaire de Brioude, habite à Royat.

### Héraldique
| Blason de Royat | Blason  | De gueules à la sirène la tête contournée d'argent marinée d'or, posée sur des ondes d'argent, tenant de la dextre une urne d'or versant de l'eau d'argent, et présentant de la sénestre une coupe d'or, au chef d'azur. |
| Blason de Royat | Détails | Le statut officiel du blason reste à déterminer. |

#### Sources anciennes
- Camille Allard, Royat : ses eaux thermales alcalines mixtes, chlorurées, ferrugineuses, arsénicales, Imprimerie Paul Hubler, 1860
- Antoine Mougeot, Quinzième voyage d'études médicales aux stations thermales du centre de la France : Royat : 9 septembre 1921, Clermont-Ferrand, Imprimerie de Bussac, 1922, 28 p., monographie imprimée, in-8 (lire en ligne)
- Louis Nadeau, Gergovia, le Mont-Dore et Royat. Voyage en Auvergne, Paris, E. Dentu, 1862 (lire en ligne)
- A. Rabani-Beauregard et al., Tableau de la ci-devant province d'Auvergne, Paris, Chez Pernier, 1802 (lire en ligne), « Notice sur Royat », p. 181-192
- Édouard Vimont, Clermont, Royat, les Monts-Dome : guide du voyageur, du naturaliste et de l'archéologue, Clermont-Ferrand, Pestel, 1872 (lire en ligne)
- Promenade à Royat : Ou le Guide de la vallée, Clermont-Ferrand, 1851 (lire sur Wikisource).